# Mormia pseudoincerta
Mormia pseudoincerta är en tvåvingeart som beskrevs av Elger 1979. Mormia pseudoincerta ingår i släktet Mormia och familjen fjärilsmyggor. Inga underarter finns listade i Catalogue of Life.